# Timon & Pumbaa's Jungle Games
Timon & Pumbaa's Jungle Games é um jogo eletrônico desenvolvido em 1995 pela 7th Level e publicado pela Disney Interactive Studios. O jogo foi lançado em 1995 para o Microsoft Windows sob a marca "Disney Gamebreak". Uma conversão para o Super Nintendo Entertainment System, desenvolvida pela Tiertex e publicada pela THQ, foi lançada nos territórios da América do Norte e PAL em novembro de 1997 e março de 1998, respectivamente. 

## Jogabilidade
Timon and Pumbaa's Jungle Games consistem em cinco mini-jogos com Timão e Pumba, bem como outros animais da selva de O Rei Leão. Os jogos são Jungle Pinball (um jogo de pinball onde o tabuleiro é preenchido com animais ao invés de bumpers), Burper (um jogo tipo shooter, usando Pumba para arrotar gás), Hippo Hop (conceito semelhante ao Frogger), Bug Drop (baseado em Puyo Puyo) e Slingshooter (um jogo de estilingue) acessível diretamente a partir do menu. Os mini-jogos são infinitos, onde os jogadores tentam superar suas pontuações mais altas.  Bug Drop não está disponível na versão SNES.